# 永竿哲哉
永竿 哲哉（ながさお てつや、1962年8月1日 - ）は、日本の実業家。初代福岡国際空港代表取締役社長。

## 人物・経歴
福岡県福岡市出身。福岡市立原中学校、福岡大学附属大濠高校を経て、1986年九州大学経済学部卒業、西日本鉄道入社。2001年西日本鉄道都市開発事業本部流通レジャー事業部営業担当課長。2007年西日本鉄道都市開発事業本部企画開発部長。2010年西日本鉄道都市開発事業本部商業レジャー事業部長。2012年西日本鉄道広報室長。2015年西日本鉄道総務広報部長。2016年西日本鉄道執行役員事業創造本部副本部長兼事業開発部長。2017年福岡エアポートホールディングス株式会社代表取締役専務取締役。2018年西日本鉄道上席グループ理事。福岡空港民営化のため2018年に設立された福岡国際空港の初代代表取締役社長に就任。2019年からの完全民営化にあたった。2020年4月、西日本鉄道専務執行役員。2024年3月31日、福岡国際空港代表取締役社長を退任。2024年4月1日、西日本鉄道監査等委員会室付に職務変更。2024年6月、西日本鉄道取締役兼監査等委員会委員長に就任。